# Ritratto di Geronima Sale Brignole con la figlia Maria Aurelia
Il Ritratto di Geronima Sale Brignole con la figlia Maria Aurelia è un dipinto a olio su tela di Anton Van Dyck datato 1627 circa e conservato ai Musei di Strada Nuova a Genova.

## Storia
La tela, insieme al ritratto di Anton Giulio a cavallo e a quello di Paolina Adorno Brignole-Sale, è uno dei pochi dipinti eseguiti dal pittore fiammingo durante il periodo genovese di cui si abbia la registrazione del pagamento riportato nel libro dei conti dei Brignole-Sale. il doppio ritratto venne pagato 50 scudi, 30 in meno rispetto al ritratto di Antonio e 25 in meno rispetto a quello della moglie. La differenza di prezzo è imputabile al diverso formato di questa tela che presenta misure più ridotte rispetto alle altre due. L’opera venne donata nel 1874 al comune di Genova dalla duchessa di Galliera: Maria Brignole-Sale ultima discendente della nobile casata genovese.

## Descrizione e stile
Commissionato da Gio. Francesco Brignole (1582-1637) nel 1627, il doppio ritratto raffigura la moglie del committente, Geronima, assieme alla figlia più giovane: Maria Aurelia. Geronima ricoprì un ruolo importante nella gestione del patrimonio familiare, partecipando attivamente alla vita politica ed economica del marito. L'importanza del suo ruolo, degno di rispetto e autonomia, è sottolineata nel ritratto stesso: la dama è infatti rappresentata senza essere affiancata dal consorte. Anche la posa della nobildonna, composta e altera, unita all'abbigliamento severo e di gusto spagnoleggiante, riflette figurativamente la sua attitudine al governo. La giovane Maria Aurelia, in contrasto con la figura della madre, emerge dal fondale scuro grazie all'abito cerimoniale in raso bianco con galloani ricamati in oro. Il vestito candido e la rosa, non del tutto sbocciata, che la giovane tiene in mano alludono alla purezza della fanciulla, che si sposerà nel 1636 con Gio. Batta Raggi. 
L'intervento di restauro effettuato nel 1997 da Franca Carboni ha fatto emergere una stesura pittorica ben conservata in entrambe le figure e ha restituito freschezza al viso di Geronima, all'epoca quarantaduenne. La pulitura ha inoltre confermato la complessiva severità della raffigurazione data dal fondale scuro e dall'abito di Geronima, evidenziando l'indiscussa l'abilità di Van Dyck nell'uso dei chiaroscuri. Durante l'intervento è inoltre riaffiorata, in corrispondenza dello spigolo del basamento della colonna, quella che potrebbe essere una sigla del pittore: le pennellate di vernice formano infatti una A e una V accostate.